# Reprezentacja Włoch na Mistrzostwach Europy w Wioślarstwie 2007
Reprezentacja Włoch na Mistrzostwach Europy w Wioślarstwie 2007 liczyła 18 sportowców. Najlepszymi wynikami było 1. miejsce w czwórce bez sternika wagi lekkiej mężczyzn.

## Medale

### Złote medale
czwórka bez sternika wagi lekkiej (LM4-): Jiri Vlcek, Catello Amarante, Salvatore Amitrano, Bruno Mascarenhas

### Srebrne medale
czwórka podwójna (M4x): Luca Ghezzi, Federico Gattinoni, Simone Venier, Simone Raineri

### Brązowe medale
dwójka bez sternika (M2-): Giuseppe De Vita, Andrea Palmisano
dwójka podwójna wagi lekkiej (LW2x): Laura Milani, Erika Bello

## Wyniki

### Konkurencje mężczyzn
- jedynka (M1x): Luca Agamennoni – 11. miejsce
- dwójka bez sternika (M2-): Giuseppe De Vita, Andrea Palmisano – 3. miejsce
- dwójka podwójna (M2x): Lorenzo Bertini, Daniele Gilardoni – 5. miejsce
- czwórka podwójna (M4x): Luca Ghezzi, Federico Gattinoni, Simone Venier, Simone Raineri – 2. miejsce
- czwórka bez sternika wagi lekkiej (LM4-): Jiri Vlcek, Catello Amarante, Salvatore Amitrano, Bruno Mascarenhas – 1. miejsce

### Konkurencje kobiet
- jedynka (W1x): Gabriella Bascelli – 7. miejsce
- dwójka podwójna (W2x): Laura Schiavone, Elisabetta Sancassani – 5. miejsce
- dwójka podwójna wagi lekkiej (LW2x): Laura Milani, Erika Bello – 3. miejsce